# Toy Dolls
Тој Долс (енгл. Toy Dolls односно Луткице) је енглески панк рок бенд из Сандерленда. Настали су 1979. године и први јавни наступ су остварили 20.10. исте године. Од оригиналне поставе је опстао само фронтмен Мајкл Олга Алгар који је познат по свом вокалном,али и визуелном наступу. Иако су Тој Долси панк састав, њихове текстове карактеришу шаљиве и духовите теме,а познати су и по обрадама светских хитова у карактеристичним панк варијантама.

## Историја
Бенд је основао 1979, гитариста и певач Мајкл Олга Алгар, који је и једини преостали члан оригиналне поставе. Пажњу су први пут привукли 1982, обрадом дечје песме Nellie the Elephant, а дебитантски албум издали су 1983, под именом Dig that groove baby. Издали су једанаест студијских албума, а последњи, симболично назван Our last album?, изашао је 2004. године. Бенд је, од свог оснивања, променио 25 чланова.

## Стил
Музика Тој Долса карактеристична је по јединственом вокалу и виртуозној гитари фронтмена Олге, као и по песмама које су обично хумористичке садржине, за разлику од осталих панк бендова, чије теме су углавном озбиљније. На албумима се често налазе и панк обраде познатих песама. Чланови бенда су такође ретко виђени без препознатљивих наочара.

## Чланови
- Мајкл "Олга" Алгар - гитара и вокал
- Данкан Редмондс - бас гитара
- Том Губер - бубњеви

## Албуми
| Албум                 | година |
| --------------------- | ------ |
|                       | 1983   |
|                       | 1985   |
|                       | 1986   |
|                       | 1987   |
|                       | 1989   |
|                       | 1989   |
|                       | 1990   |
|                       | 1991   |
|                       | 1993   |
|                       | 1995   |
|                       | 1997   |
|                       | 1999   |
| -{Anniversary Anthems | 2000   |
|                       | 2004   |
|                       | 2006   |
|                       | 2012   |
|                       | 2015   |